# Церковь святых Петра и Павла (Пуэнт-а-Питр)
Церковь святых Петра и Павла (фр. Église Saint-Pierre-et-Saint-Paul) — католическая церковь в Пуэнт-а-Питре.
Начало строительства церкви святых Петра и Павла датируется 22 сентября 1807 года на месте разрушенного храма в 1794 году. Работы продолжались до 1810 года, но были прерваны вторжением на остров англичан. Возобновились работы в 1814 году, а завершены 1 декабря 1817 года. Храм был серьёзно поврежден землетрясением 1843 года, восстанавливаться он начал по проекту архитектора Александром Пти, приехавшим из материковой Франции. Начатая в 1847 году реконструкция длилась до 1853 года. Из-за проблем с конструкцией крыши, в 1865 году было решено провести крупную перестройку, которая была поручена архитектору Шарлю Труйе, разработавшим металлическую каркасную конструкцию, произведенную во Франции. Работы были закончены в 1876 году, кроме того, к церкви была пристроена колокольня.
В XX веке здание церкви пострадало от циклонов 1928, 1956 и 1966 гг, но восстанавливалось. В 1978 году здание церкви было внесено в реестр исторических памятников Франции.
В 2019 году комиссия по безопасности закрыла церковь из-за отсутствия предписанных ещё в 2012 году работ по безопасности, в частности, для соответствия с противопожарными требованиями.
В церкви был проведен ремонт крыши и заменена электропроводка, работы оценивались в 600 тыс. евро и были профинансированы государством. Это позволило в августе 2020 года вновь открыть церковь для прихожан.
Для привлечения средств для продолжения реставрации, в 2021 году церковь Петра и Павла включена в список объектов лотереи Loto du patrimoine.

## Галерея

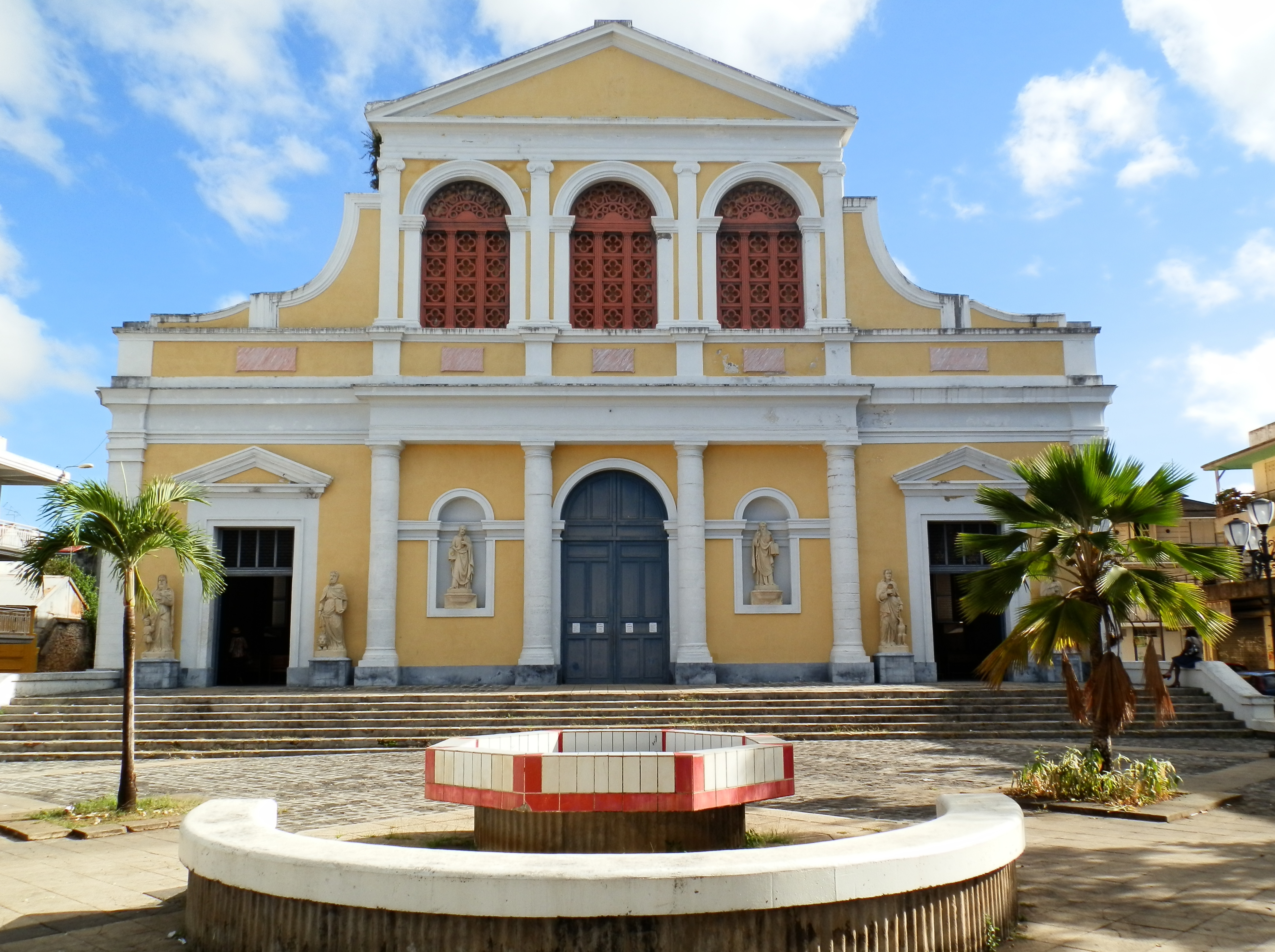
Фасад
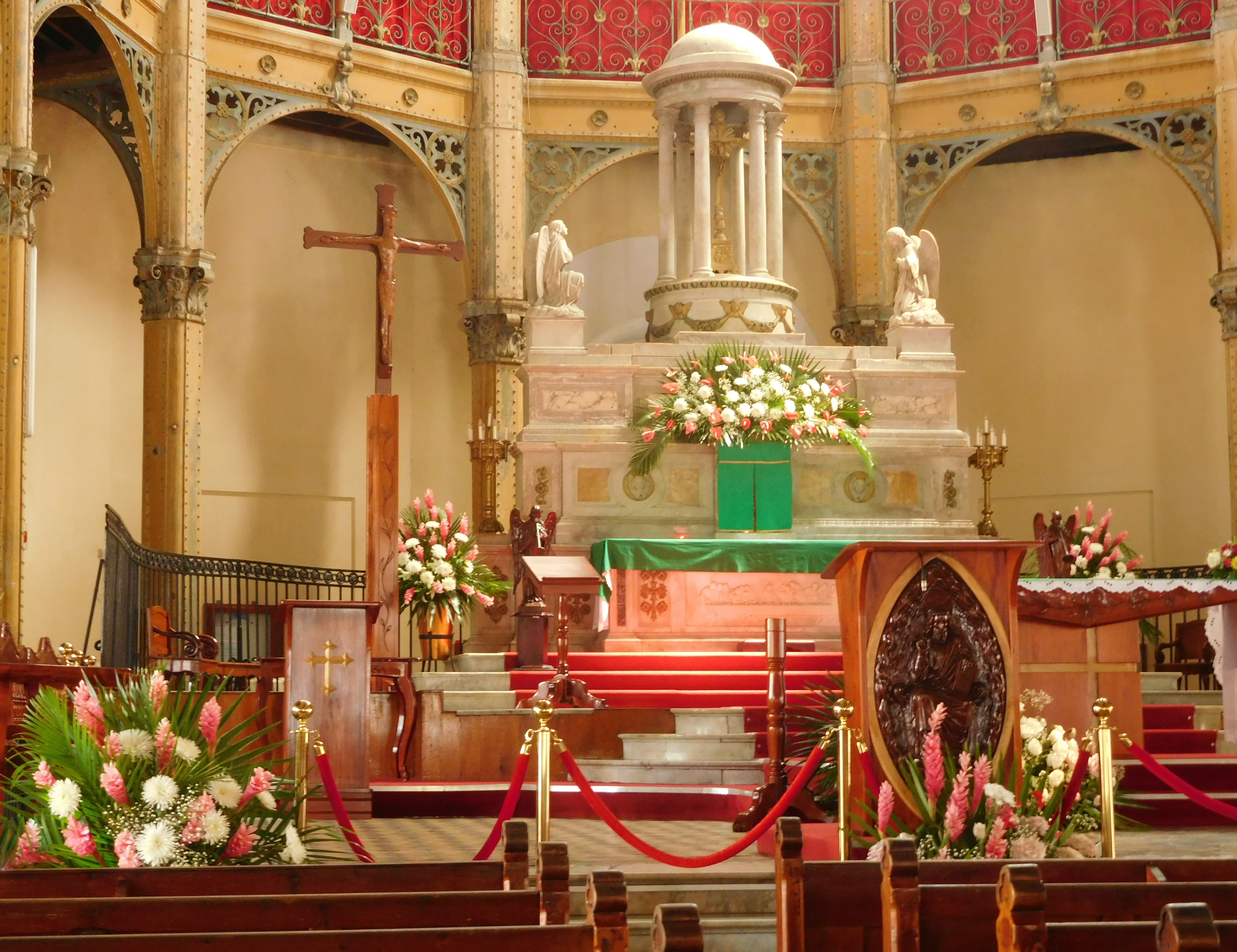
Интерьер
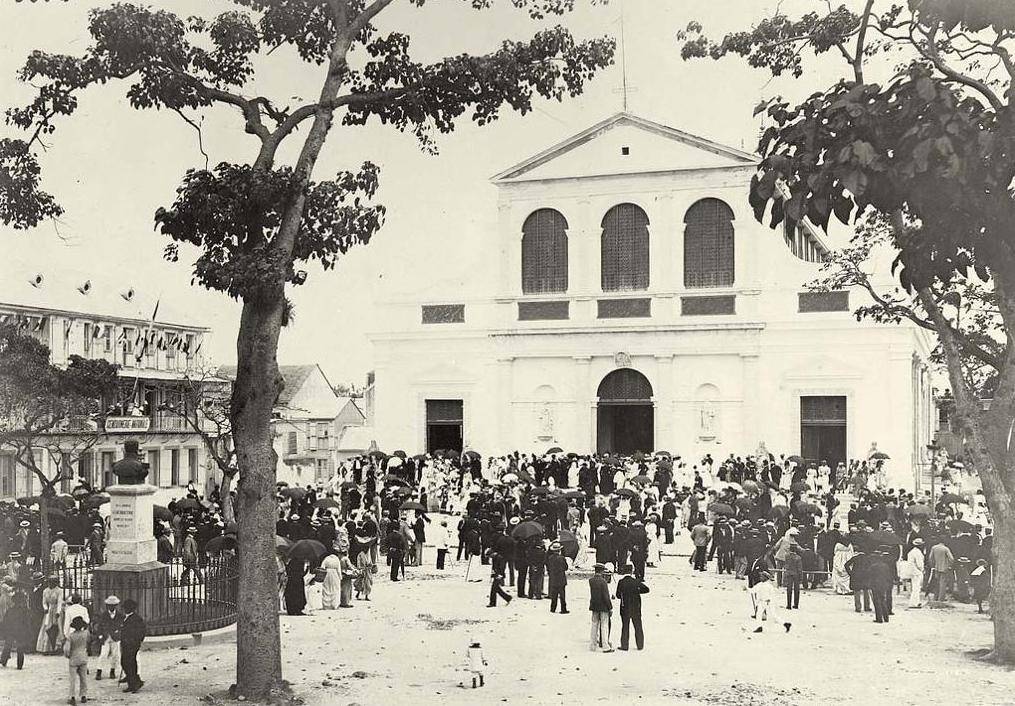
Церковь в 1900-е гг
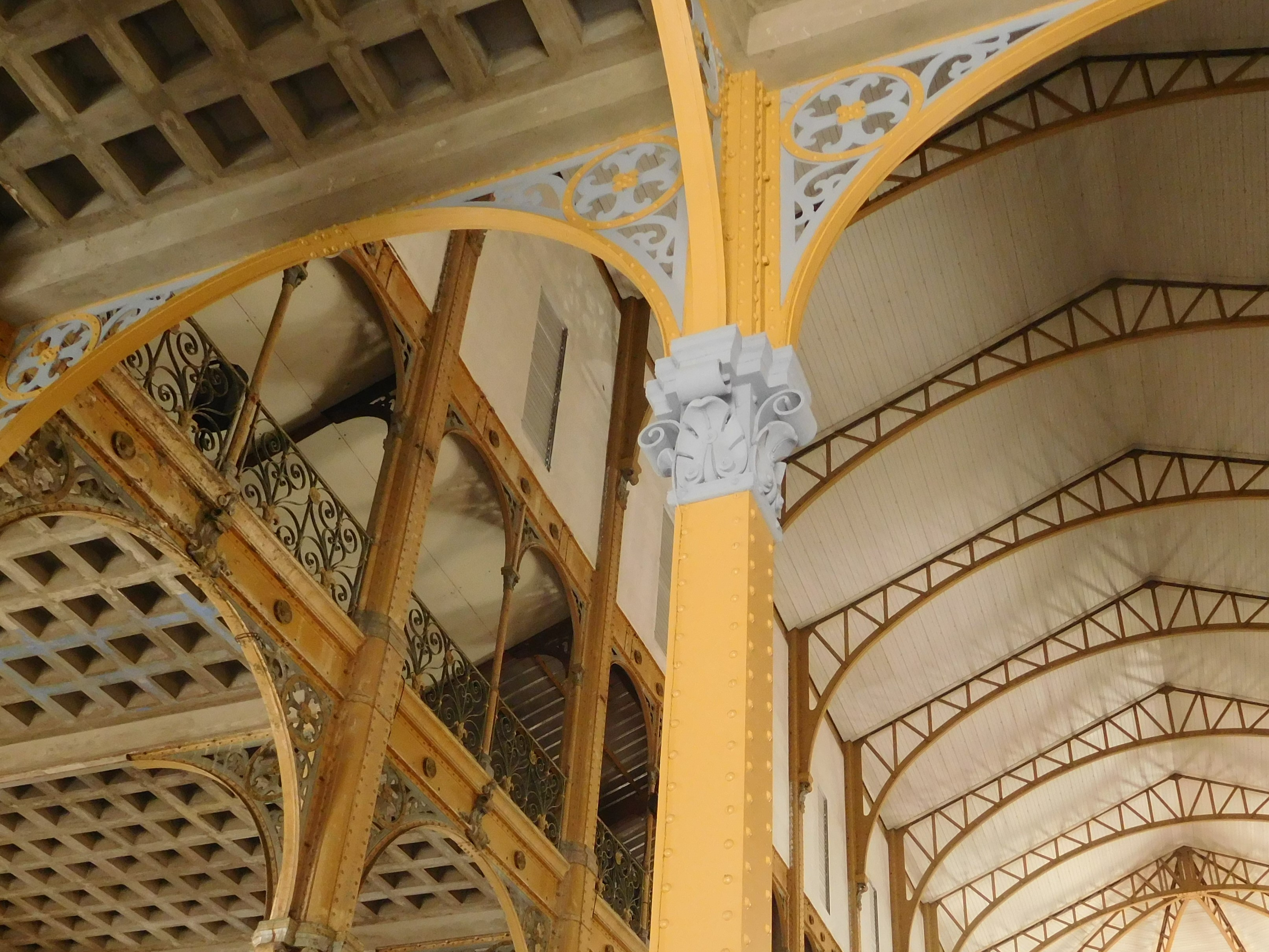
Потолок